# Cláusula
Cláusula (do termo latino clausula) é toda a disposição de um contrato, ou seja, todos os artigos de um contrato, tratado, testamento, ou qualquer outro documento semelhante, político ou privado, em suma, qualquer negócio jurídico.
Geralmente, as cláusulas de um contrato procuram trazer, ao mundo jurídico, todas as possibilidades decorrentes do negócio avançado de maneira que o próprio documento esclareça todas as particularidades, evitando-se discussões judiciais em torno de interpretações dúbias. Atualmente, os advogados procuram utilizar linguagem didática na redação dos documentos para que qualquer leigo os entenda.
Entre as cláusulas, geralmente, se convencionam a forma de entrega e pagamento, o foro competente para dirimir dúvidas, as especificações precisas do bem objeto do contrato, as possibilidades de arrependimento, as multas em caso de descumprimento etc.

## Tipos de cláusulas
- Cláusula à ordem
- Cláusula ad judicia
- Cláusula ad judicia et extra
- Cláusula CIF
- Cláusula compromissória
- Cláusula de escala móvel
- Cláusula de melhor comprador
- Cláusula de não indenizar
- Cláusula de reversão
- Cláusula del credere
- Cláusulas especiais à compra e venda
- Cláusula FAS
- Cláusula FOB
- Cláusula írrita
- Cláusula leonina
- Cláusula Ouro
- Cláusula penal
- Cláusula pétrea
- Cláusula resolutiva
- Cláusula potestativa pura
- Cláusula rebus sic stantibus: é uma cláusula contratual de origem no direito canônico que permite a alteração dos acordos desde que as situações fáticas posteriores a sua assinatura se modifiquem ("teoria da imprevisão"). Essa espécie de cláusula visa a mitigar o princípio do pacta sunt servanda, possibilitando a modificação equitativa das normas contratuais que tornem um contrato excessivamente oneroso por causas supervenientes e extraordinárias que alteraram significativamente o equilíbrio contratual.
- Cláusula redimendi